# Île d’Or
Die Île d’Or (auf Deutsch „Goldinsel“) liegt im Mittelmeer in der Region Provence-Alpes-Côte d’Azur im Département Var vor der Côte d’Azur, sie gehört geographisch zu Saint-Raphaël und liegt gut sichtbar vor dem Strand Le Dramont. Die nächstgelegene Siedlung ist Agay im Norden (3 Kilometer).
Die Insel ist etwa 190 Meter lang und ca. 75 bis 90 Meter breit, hat felsigen Boden und einen markanten Turm in der Mitte, welcher als Wohnung dient. Dieser Turm wurde 1912 aus durch Dynamit vor Ort gesprengten Inselsteinen gebaut. Vor dieser Sprengung war die Insel unbewohnt. Im Osten befindet sich eine steile Felswand mit einer Anlegebucht, die nicht besteigbar ist. An anderen Stellen kommt man überall auf die Insel.
Westlich der Insel liegen am Tage und auch nachts viele Jachten vor Anker.
Mit ihrer Spitze ist die Île d’Or zum Strand gekehrt. Sie befindet sich in Privatbesitz, so dass die Landung auf der Insel von den Eigentümern unerwünscht ist. Zu erreichen ist diese mit einem Boot oder durch Schwimmen. Direkt am Ufer, nur 450 Meter entfernt, liegt der große Campingplatz Campeole le Dramont, von welchem die Insel gut sichtbar ist.
Am Strand von Le Dramont, direkt vor der Insel, landeten während des Zweiten Weltkriegs am 15. August 1944 die alliierten Truppen (36. Division aus Texas).
Die felsige Küste Richtung Agay ist ein beliebtes Ausflugsziel für Kajakfahrer, Taucher und Felsspringer. Die steilen Felsen um den Berg Dramont bieten tiefe und gut durchsichtige Sprungstellen an.

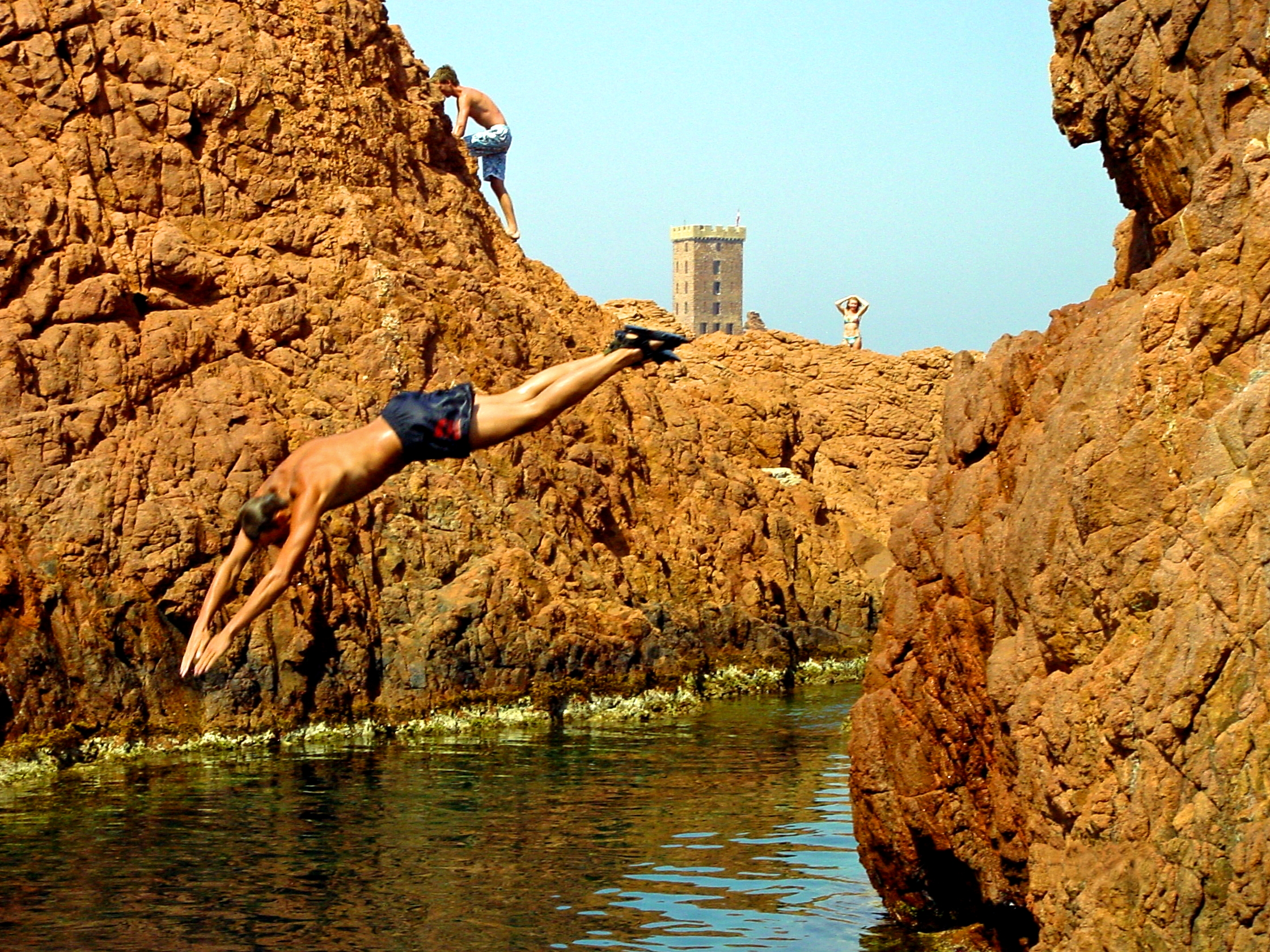
Felsensprünge in der Nähe der Insel
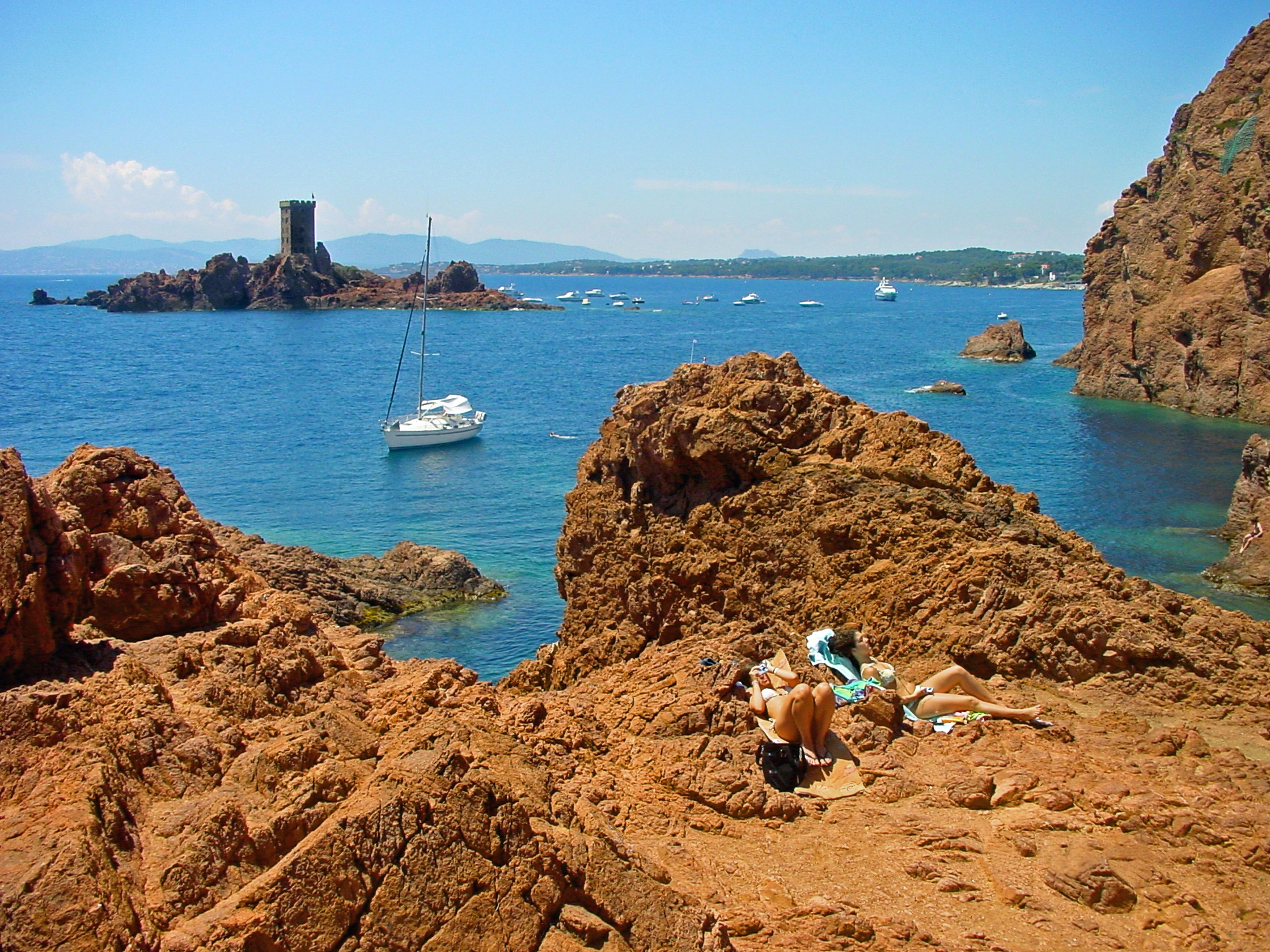
Ausblick auf die Insel vom Felsen Le Dramont
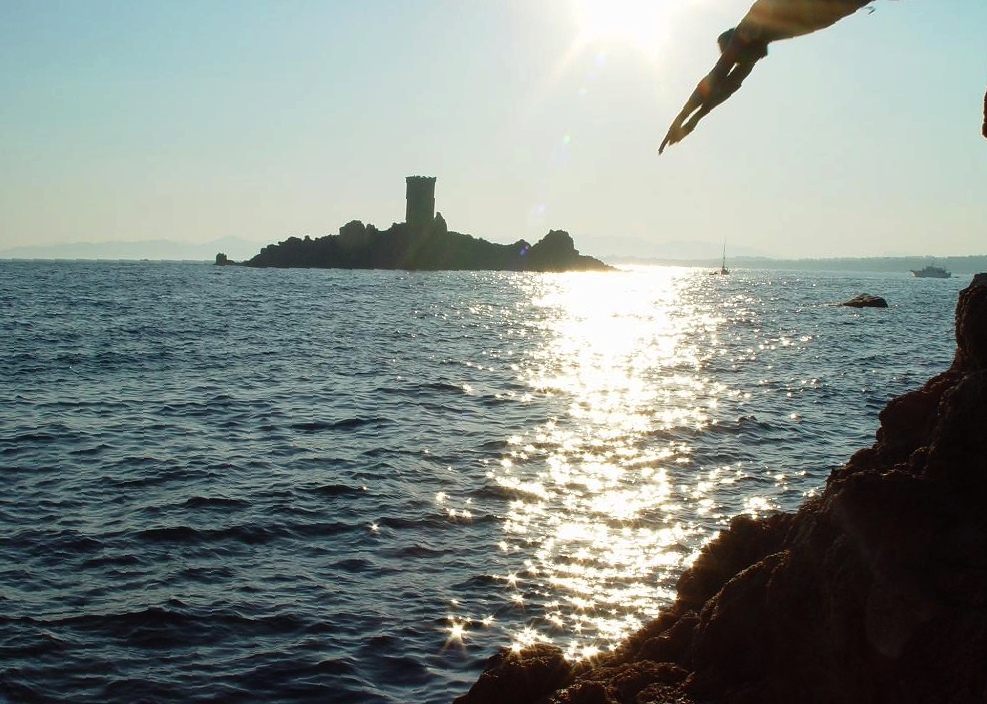
Insel bei Sonnenuntergang
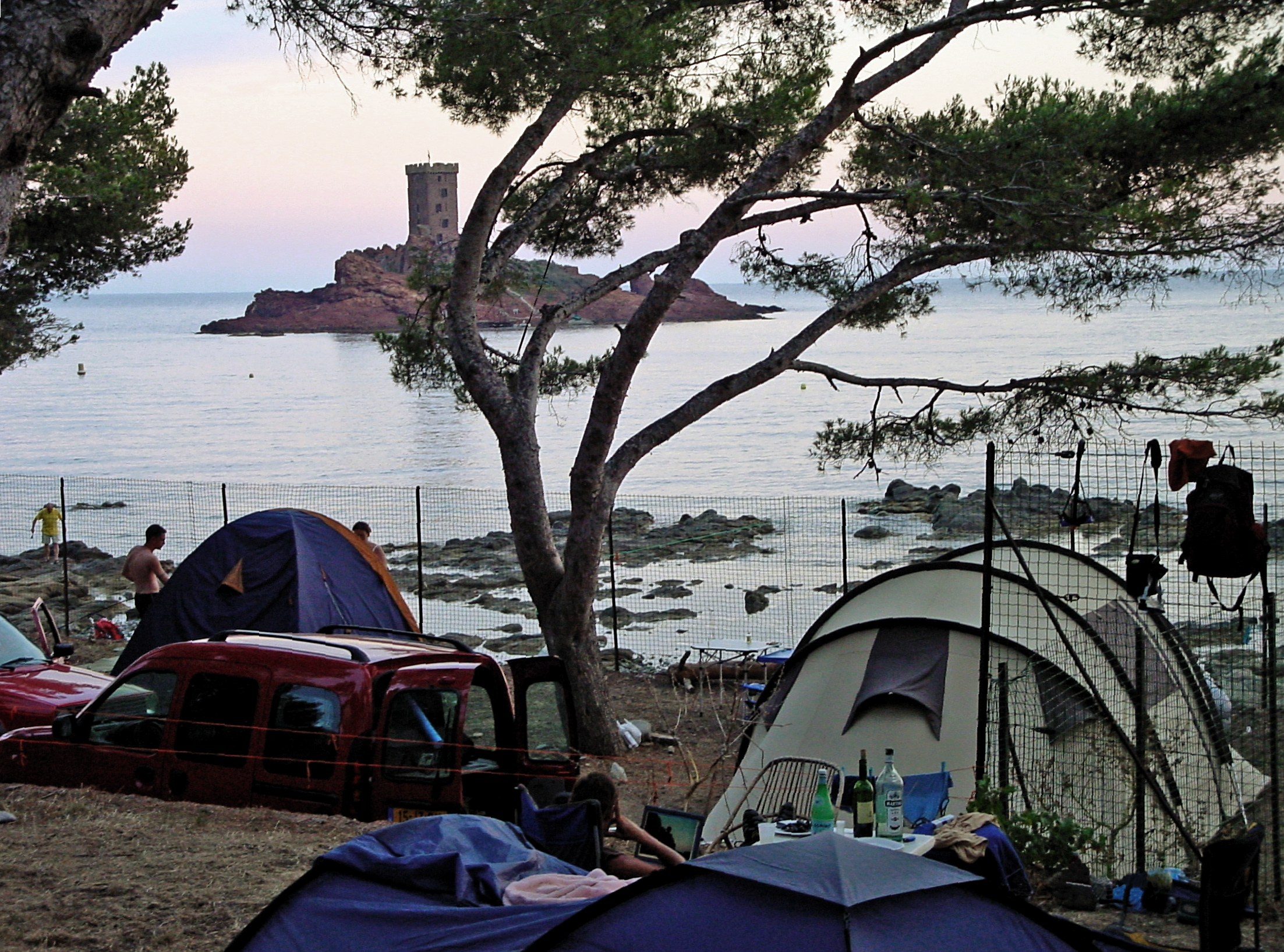
Insel vom Campingplatz gesehen
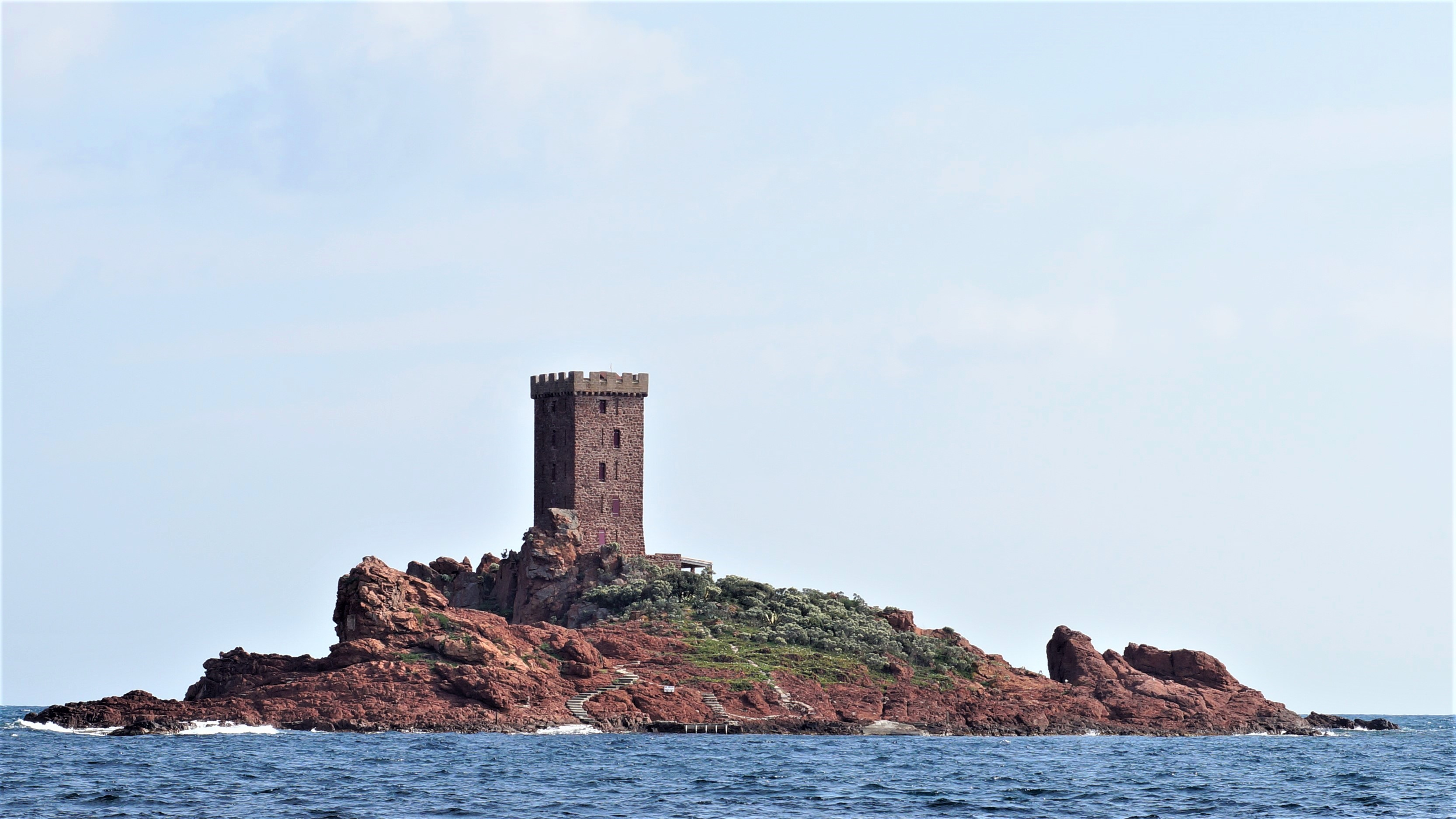
Île d’Or - frontal